# Dictyotidium
Dictyotidium, rod zelenih algi u porodici Pterosphaeridiaceae, dio reda Chlorodendrales. U rodu postoji petnaest priznatih fosilnih vrsta, a tipična je D. dictyotum (Eisenack) Eisenack, čiji je bazionim Leiosphaera dictyota Eisenak.

## Vrste
1. Dictyotidium asperatum Z.C.Song, C.Q.He, Z.Qian, Z.O.Pan, G.G.Zheng & Y.F.Zheng
2. Dictyotidium bottnicum Tynni
3. Dictyotidium cambriense Slavíková
4. Dictyotidium dictyotum (Eisenack) Eisenack - tipična
5. Dictyotidium eastendense S.A.J.Pocock
6. Dictyotidium fullerene Butterfield
7. Dictyotidium hagenfeldtii Molinari & Guiry
8. Dictyotidium hasletianum Vanguestaine
9. Dictyotidium microreticulatum Z.C.Song, C.Q.He, Z.Qian, Z.O.Pan, G.G.Zheng & Y.F.Zheng
10. Dictyotidium pachydermum Z.C.Song, C.Q.He, Z.Qian, Z.O.Pan, G.G.Zheng & Y.F.Zheng
11. Dictyotidium perforatum Gonz.Vidal
12. Dictyotidium spinoreticulatum Z.C.Song, C.Q.He, Z.Qian, Z.O.Pan, G.G.Zheng & Y.F.Zheng
13. Dictyotidium stenodictyum Eisenack
14. Dictyotidium tenuiornatum Eisenack
15. Dictyotidium vesiculum Z.C.Song, C.Q.He, Z.Qian, Z.O.Pan, G.G.Zheng & Y.F.Zheng